# Standard Bank Cup 2004/05
Der Standard Bank Cup 2004/05 war die 24. Austragung der nationalen List-A-Cricket-Meisterschaft in Südafrika. Der Wettbewerb wurde zwischen dem 12. November 2004 und 23. Februar 2005 zwischen den sechs südafrikanischen First-Class-Franchises über jeweils 45 Over ausgetragen. Im Finale konnten sich die Eagles mit 7 Wickets gegen die Titans durchsetzen.

## Format
Die sechs Mannschaften spielten in einer Gruppe jeweils zweimal gegen jedes andere Team. Für einen Sieg gibt es fünf Punkte, für ein Unentschieden oder No Result drei und für eine Niederlage keinen Punkt. Ein Bonuspunkt wird vergeben, wenn bei einem Sinn die eigene Runzahl die des Gegners um das 1,25-Fache übersteigt. Des Weiteren ist es möglich, dass Mannschaften Punkte abgezogen bekommen, wenn sie beispielsweise zu langsam spielen. Die ersten vier der Gruppe bestreiten das Halbfinale dessen Sieger im Finale den Gewinner des Wettbewerbes ermitteln.

## Resultate

### Gruppenphase
Tabelle
Am Ende der Saison nahm die Tabelle die folgende Gestalt an.
| Teams                    | Sp. | S | N | U | R | NR | A | BP | CP | Ded | Punkte | NRR    |
| ------------------------ | --- | - | - | - | - | -- | - | -- | -- | --- | ------ | ------ |
| Eagles                   | 10  | 7 | 3 | 0 | 0 | 0  | 0 | 2  | 3  | 0   | 40     | +0.264 |
| Titans                   | 10  | 6 | 4 | 0 | 0 | 0  | 0 | 1  | 3  | 0   | 34     | +0.025 |
| Dolphins                 | 10  | 5 | 4 | 0 | 0 | 0  | 1 | 0  | 4  | 0   | 32     | +0.196 |
| Highveld Lions           | 10  | 4 | 6 | 0 | 0 | 0  | 0 | 2  | 5  | 0   | 27     | +0.054 |
| Warriors                 | 10  | 4 | 5 | 0 | 0 | 0  | 1 | 1  | 3  | 0   | 27     | −0.035 |
| Western Provinces Boland | 10  | 3 | 7 | 0 | 0 | 0  | 0 | 0  | 5  | 0   | 20     | −0.516 |

## Halbfinale
| 16. Februar Scorecard | Bloemfontein | Highveld Lions 215-7 (45)    | – | Eagles 218-4 (42.4) |
|                       |              | Eagles gewinnt mit 6 Wickets |   |                     |

| 18. Februar Scorecard | Centurion | Titans 266-4 (45)          | – | Dolphins 254-5 (45) |
|                       |           | Titans gewinnt mit 12 Runs |   |                     |

## Finale
| 23. Februar Scorecard | Centurion | Titans 258-5 (45)            | – | Eagles 259-3 (43.4) |
|                       |           | Eagles gewinnt mit 7 Wickets |   |                     |